# Blaudruck

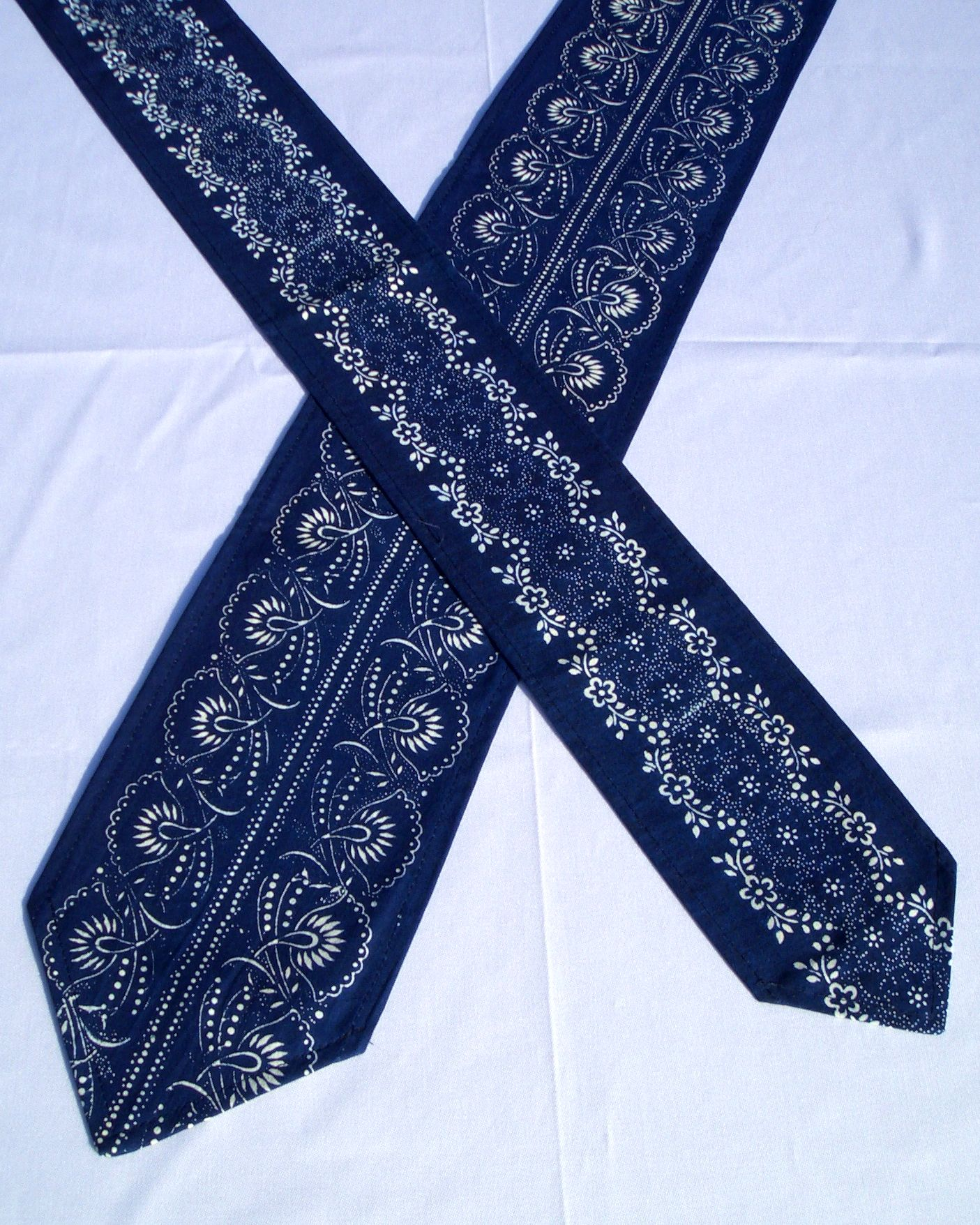
Pulsnitzer Blaudruck im Reservedruck als Tischbänder

Blaudruck ist ein Färbeverfahren für Gewebe aus Leinen- oder Baumwolle, bei dem ein weißes Muster auf blauem Grund entsteht. Dabei handelt es sich um einen Reservedruck mit sogenannten Modeln, bei dem der Stoff mit einer Schutzmasse bedruckt und mit Indigo gefärbt wird. Der Blaudruck wurde wegen des blauweißen Dekors im 18. Jahrhundert auch Porzellandruck genannt. Der Blaudruck in Österreich, Deutschland, Tschechien (Modrotisk), der Slowakei (Modrotlač) und Ungarn (Kékfestés) wurde in die Repräsentative Liste des immateriellen Kulturerbes der Menschheit aufgenommen.

## Geschichte

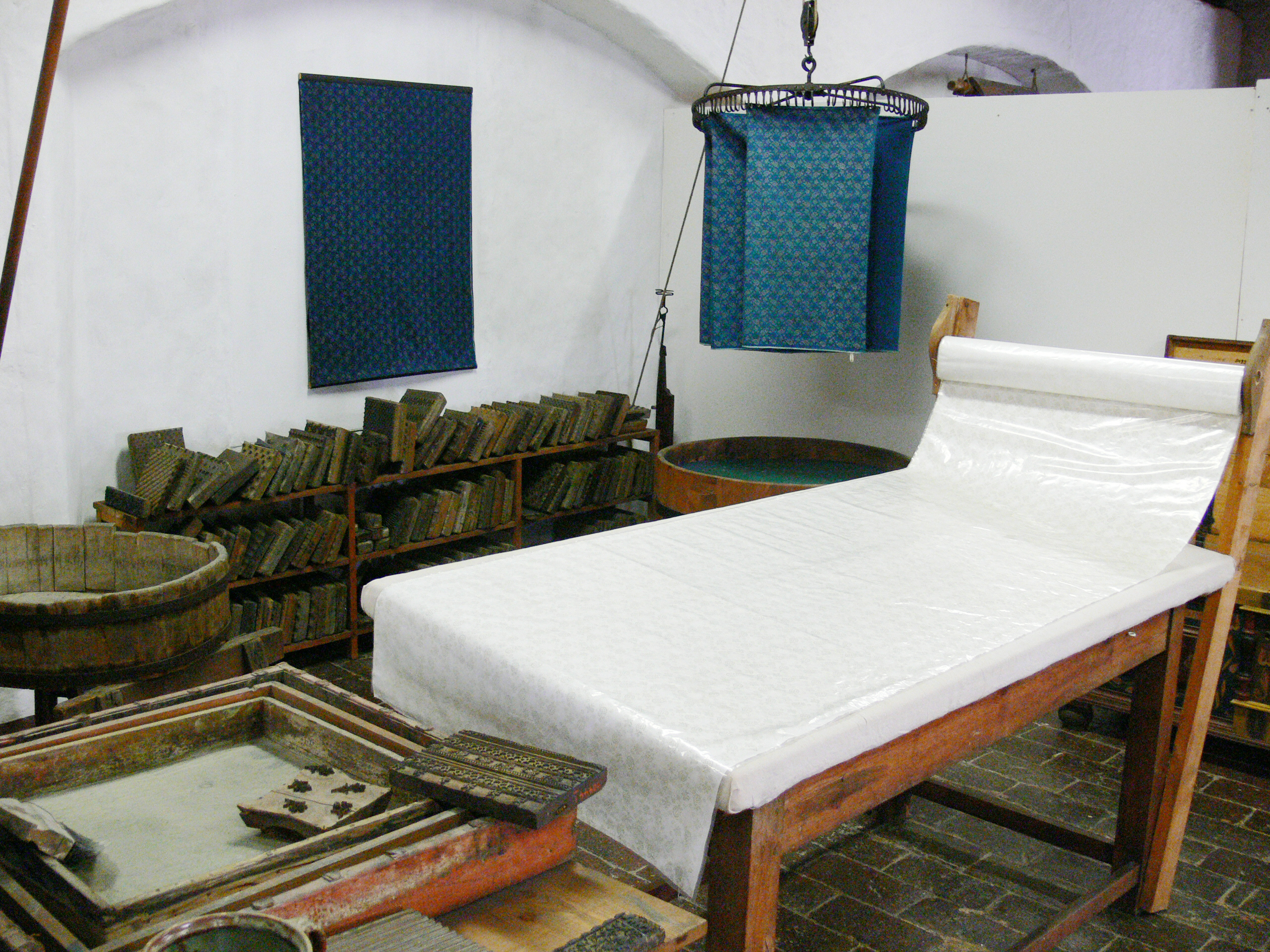
Blaufärberwerkstatt (Museum für Thüringer Volkskunde Erfurt)

Textile Stoffe wurden zunächst ausschließlich mit Pigmenten gefärbt. Diese haften den Fasern an, ohne dass sie eindringen. Bei den ägyptischen Kopten sowie in Indien und Java waren bereits zur Zeit Plinius des Älteren Verfahren zur Textilfärbung mittels Reservetechnik bekannt. Da dessen Beschreibung Fragen offenließ, kam das Verfahren in Europa nicht zum Einsatz. Erst 1894 anlässlich von Stofffunden im Grab Bischofs Caesarius von Arles verstand man den von Plinius verfassten Text. Inzwischen war das Verfahren durch Reisende im Zusammenhang mit der Niederländischen Ostindien-Kompanie nach Europa gekommen. Es breitete sich Ende des 17. Jahrhunderts nach der Gründung einer Kattundruckerei 1678 in Amsterdam von dort aus rasch aus. Der erste Blaudruck in Deutschland im Reservedruck wurde 1689 oder 1690 von Jeremias Neuhofer in Augsburg hergestellt, die Technik verbreitete sich jedoch schnell.
Reservedruck war im Mittelalter in Europa nicht geläufig, denn die warmen Küpen mit Färberwaid lösten die Reservemittel Wachs und Leim leicht auf. Reine Indigoküpen dagegen konnten zur Kaltfärbung eingesetzt werden, außerdem wurden nach 1700 bessere Schutzreserven entwickelt; das älteste Rezept für diesen sogenannten Papp ist in einem holländischen Tagebuch von 1727 überliefert. 1734 wurde in Minden-Ravensberg eine Zunft für das Blau- und Schönfärberhandwerk gegründet. Weitere Zünfte entstanden bis zum Beginn des 19. Jahrhunderts. Anfangs wurden nur Leinenstoffe bedruckt, seit dem 18. Jahrhundert auch Halbleinen- und Baumwollstoffe, vor allem für Bettwäsche, Vorhänge und Frauenkleidung. Das Handwerk des Blaudrucks nahm seinen Aufschwung im 18. Jahrhundert.
Da vor der Industrialisierung Reichtum vor allem über teure Stoffe und aufwändige Stickereien und Verarbeitungsformen wie die Bildwirkerei ausgedrückt wurde, galt Blaudruck, bei dem vorwiegend handgewebte Leinenstoffe der ländlichen Bevölkerung bedruckt wurden, als eine Kunst der armen Leute. Auch in anderen Farben als dem bevorzugten und namengebenden Blau konnte man färben, indem man Färberkrapp anstelle von Indigo verwendete für eine Rotfärbung oder Gelben Wau für eine Gelbfärbung.

## Heutige Verbreitung

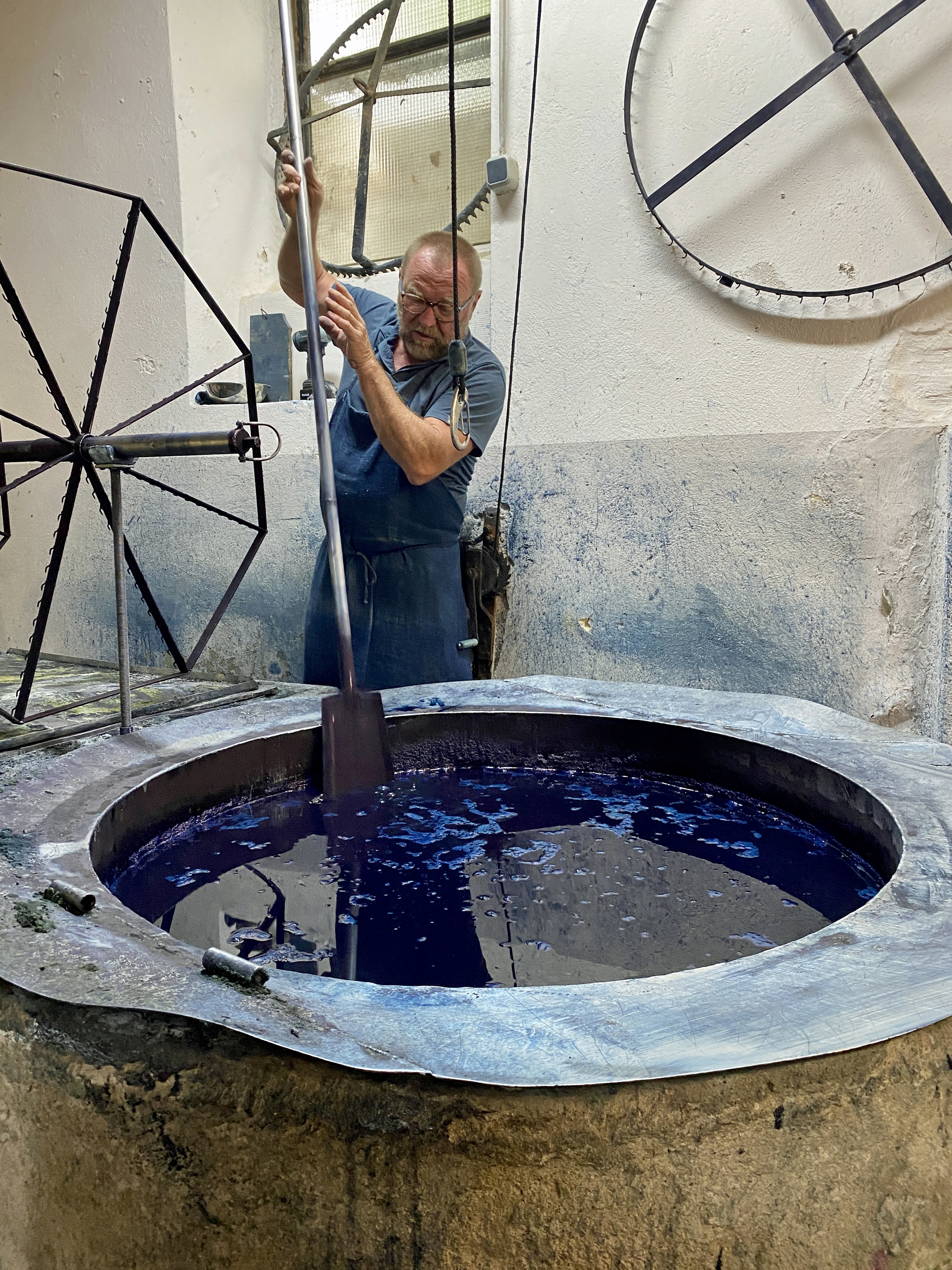
Blaudruckerei Wagner in Bad Leonfelden: Karl Wagner mit der Indigoküpe der Manufaktur

Die Industrialisierung und der damit aufkommende maschinelle Walzendruck bedeuteten für die meisten Blaudruckwerkstätten das Aus. Industriell wird der Blaudruck nicht hergestellt. Heute existieren in Europa nur noch wenige Handwerksbetriebe, die die Herstellung der Model und die alten Drucktechniken beherrschen.
Die meisten Blaudrucker gibt es in Deutschland mit 12 Werkstätten. Die älteste noch aktive Blaudruck-Werkstatt Europas befindet sich in Einbeck in Niedersachsen. Weitere niedersächsische Blaudruckerwerkstätten bestehen in Scheeßel und Jever. In Bayern gibt es noch zwei Meister-Handwerksbetriebe mit der Handdruckerei und Färberei Fromholzer in Ruhmannsfelden, die seit 1640 besteht, und der Blaudruckerei Henkenjohann & Sander aus Bad Aibling.
In Tschechien und der Slowakei sind drei und in Ungarn sechs Blaudruckereien als Familienbetrieb aktiv.
In Österreich gibt es zwei traditionsreiche Betriebe – Blaudruckerei Wagner in Bad Leonfelden im Mühlviertel Oberösterreichs und Blaudruckerei Koó in Steinberg-Dörfl im Burgenland. Das Färbermuseum Gutau (ebenfalls im Mühlviertel) widmet sich seit 1982 der Blaudruckkunst, die hier bis 1968 von einer Meisterin ausgeübt worden ist.

## Drucktechniken
Das Gewebe wird zunächst gebeucht, getrocknet und durch Mangeln geglättet.

### Reservedruck

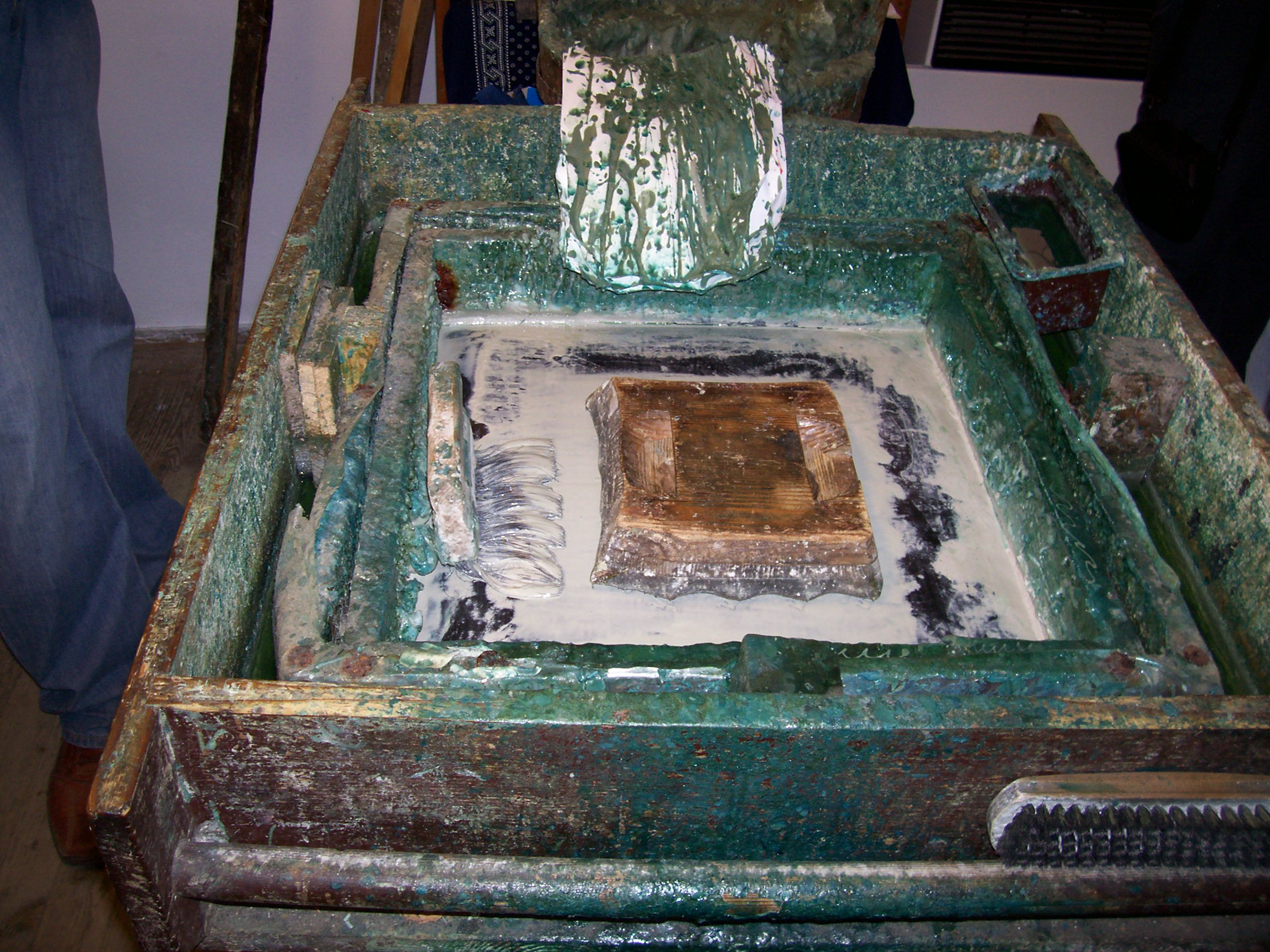
Holzmodel auf dem mit Papp bestrichenen Chassis (Stempelkissen)

Beim Reservedruck entsteht ein weißes Muster auf blauem Grund. Das Chassis, ein mit Papp gefüllter Kasten, und die Model werden auf dem vorbereiteten Gewebe platziert. Dann wird eine Papp, Blaudruckpapp oder Reservage genannte farbabweisende Substanz auf die Model aufgetragen.
Der Papp muss eingetrocknet sein, bevor die Stoffe gefärbt werden können. Dazu wird der Stoff auf ein Trockenreck gespannt. Papp wird unter anderem aus Gummi arabicum, weißer Tabakspfeifenerde, Kupfersulfat, Kupferacetat und anderen chemischen Substanzen hergestellt; die genauen Rezepturen werden gut gehütet und sind zum Teil seit Jahrhunderten überliefert. Nach dem Färben wird der Papp mit verdünnter Schwefelsäure entfernt.
Es handelt sich also um ein Färbeverfahren, kein Druckverfahren. Der Begriff „Druck“ bezieht sich auf die alternative Bezeichnung „negativer Druck“, da bei Drucktechniken, die den Reservedruck imitieren, durch Walzen Farbe aufgetragen wird, wogegen die Stellen beim Blaudruck ausgespart bleiben. Der Begriff „Reserve“ bezieht sich darauf, dass das gewählte Muster bei der Färbung reserviert, d. h. ausgespart bleibt.

### Ersatztechniken

#### Direktdruck

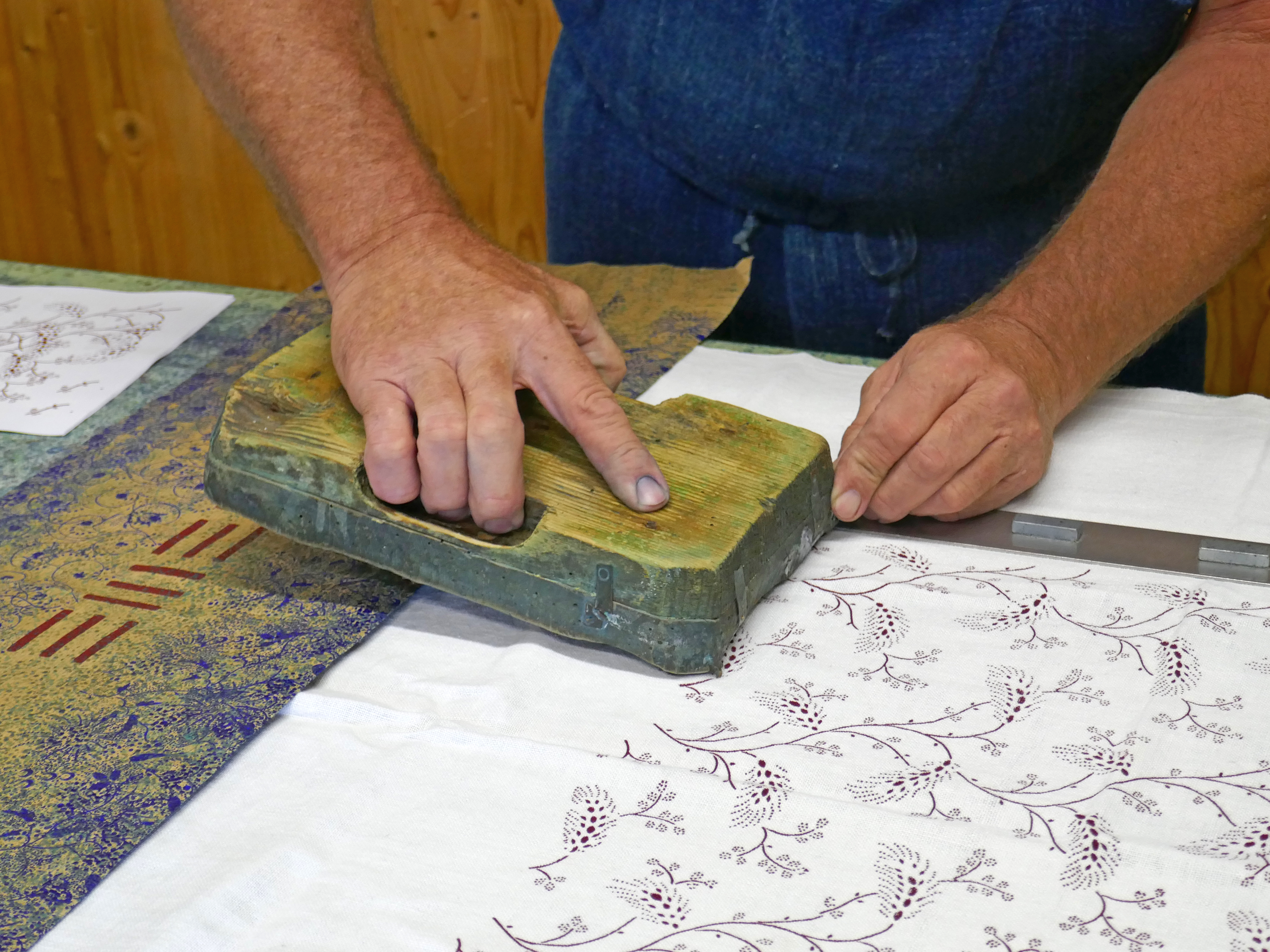
Blaudruckerei Wagner in Bad Leonfelden: Direktdruck auf Bauernleinen

Beim Direktdruck druckt man die Farbe mit dem Druckstock, dessen Muster der jeweilige Model vorgibt, auf den zuvor gewaschenen weißen Stoff. Die Farbe wird direkt auf die Stoffoberfläche übertragen und erscheint als Braun. Nach dem Trocknen kommt der Stoff in ein Entwicklungsbad, in dem sich die braune Druckfarbe durch eine chemische Reaktion in strahlendes Blau verwandelt. Der Stoff wird abschließend gekocht, gebügelt und ist danach gebrauchsfertig. Das Bedrucken muss sehr sorgfältig ausgeführt werden, da eventuelle Fehler nicht korrigiert werden können. Dieses handwerkliche Verfahren ist eine Weiterentwicklung des ursprünglichen Reservedrucks und kommt dann zum Einsatz, wenn ein blaues Muster auf weißem Grund entstehen soll.

#### Ätzdruck
Als imitierendes Verfahren kann ein blau gefärbter Stoff auch mit einer ätzenden Substanz (Ätzbeize) bedruckt werden, was ebenfalls zu einem weißen Muster auf blauem Grund führt.

## Model

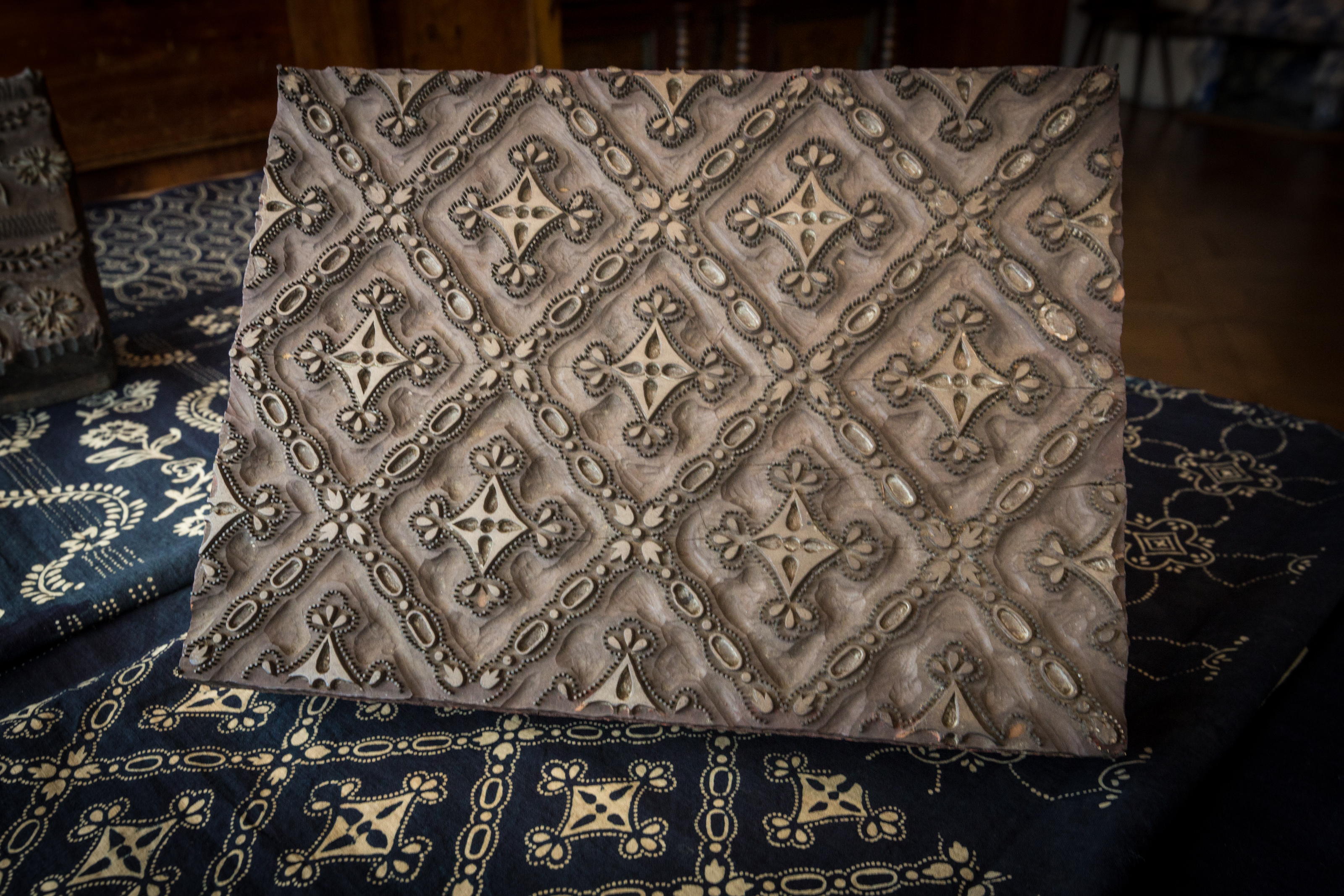
Blaudruckmodel, Holz, 19. Jhdt., Straßburg, Musée alsacien

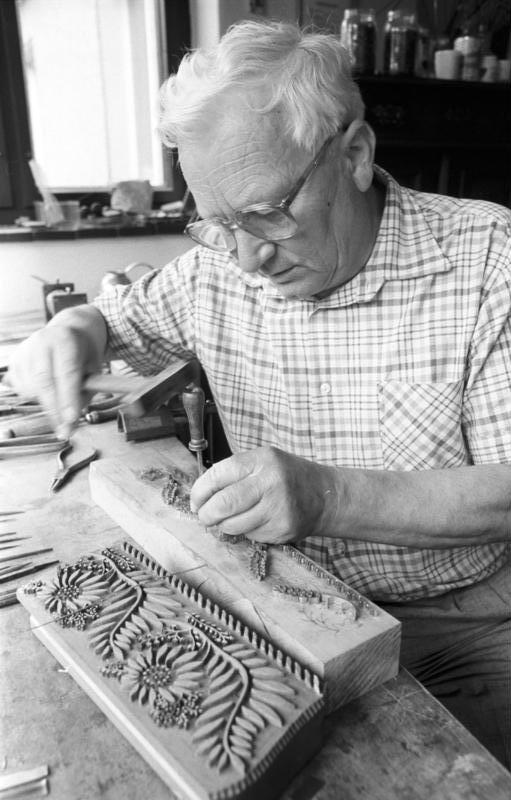
Ein Formstecher bei der Arbeit (1989)

Die Muster auf dem Gewebe entstehen durch Verwendung von Schablonen, die Modeln genannt werden. Der Druck erfolgt auch heute noch per Hand mit Modeln, die von einem spezialisierten Handwerker, dem Formenstecher oder Holzschneider, hergestellt werden. Ursprünglich bestanden sie aus Buchsbaumholz, aus dem das Muster mit Stemm- und Stecheisen herausgestochen wurde. Seit dem 19. Jahrhundert benutzte man auch Modeln, bei denen das Muster aus feinen Messingstiften und -platten besteht, die in Birnbaumholz eingeschlagen werden. Dabei können die Drähte mit einem Zieheisen bearbeitet werden, so dass sie zum Beispiel einen viereckigen oder sternförmigen Querschnitt erhalten, der dann auf dem bedruckten Stoff als Muster erscheint. Eine Kombination aus beiden Techniken ist ebenfalls möglich. Abschließend wird die Oberfläche der Model plangeschliffen, um ein einwandfreies Druckergebnis zu ermöglichen.
Damit sich der Model nicht verzieht und keine unregelmäßigen Muster entstehen, muss das Holz trocken, gleichadrig, astfrei und gut abgelagert sein. Großflächige Modeln sind aus drei Schichten verleimt, wobei oft Birnbaumholz mit dem leichteren Lindenholz kombiniert wird. An den Kanten oder auf der Rückseite haben die Modeln Handgriffe und an jeder Ecke einen Rapportstift, der auf dem Stoff eine Markierung hinterlässt, aufgrund derer ein lückenloser Druck möglich ist.

## Färben

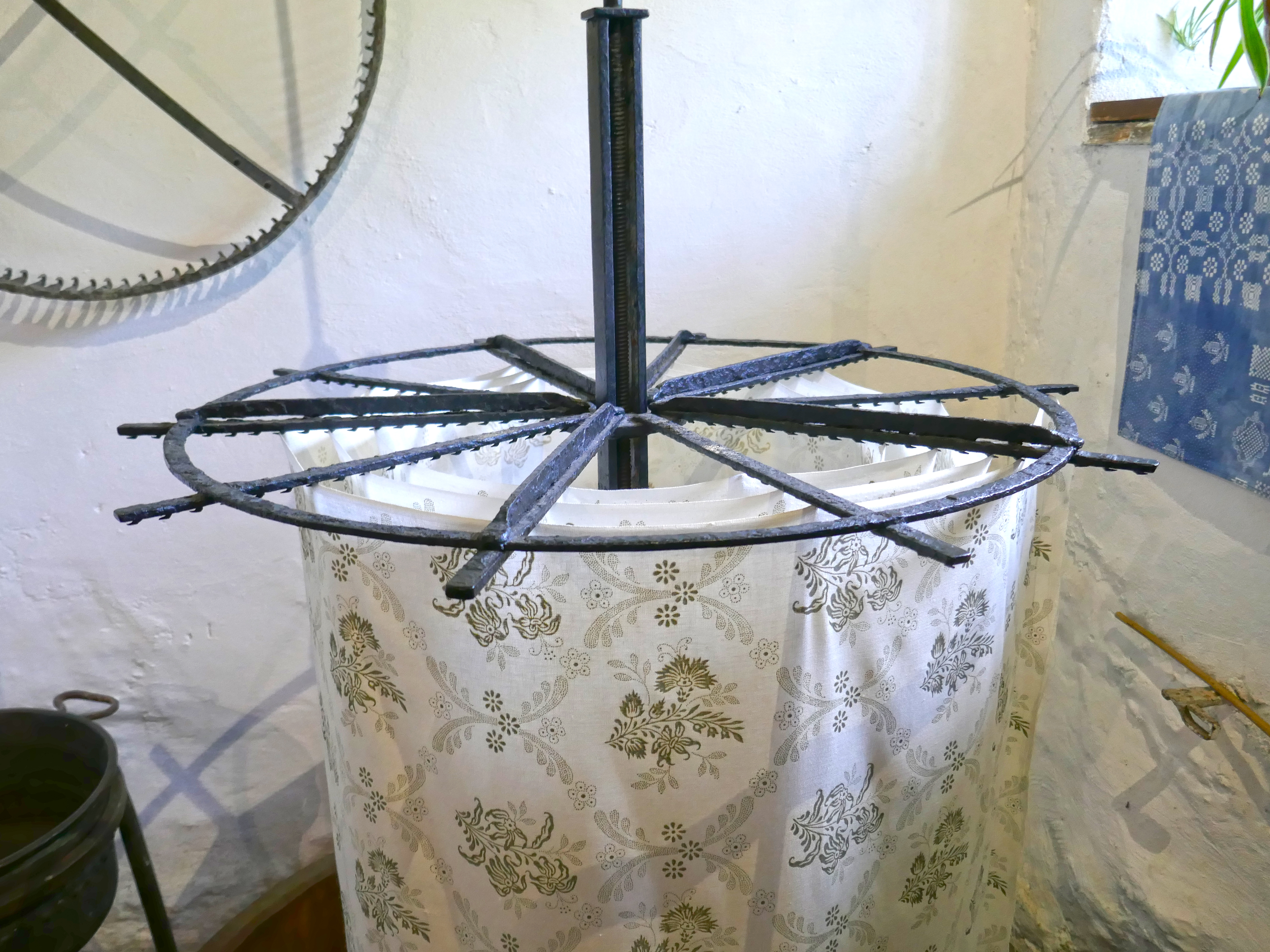
Mit Papp bedruckte Stoffe vor dem Färben, auf einen Sternreifen aufgezogen im Färbermuseum Gutau

Der Stoff wird in Lagen auf Kron- oder Sternreifen genannten Eisenrahmen gehängt und in den mehr als 2 Meter tiefen Färbebottich, die Küpe, getaucht. Je öfter er getaucht wird, desto dunkler und kräftiger wird die Farbe. Indigo ist während des Färbevorgangs gelbgrün und erhält erst bei der Oxidation an der Luft einen blauen Farbton. Nach dem Färben wird der Stoff gespült, gekocht, getrocknet und geglättet, früher mit einer Glaskugel, heute mit dem Kalander, also mit beheizten Walzen.
Das Mischverfahren der Farben und des Entwicklungsbades sind wie der gesamte Blaudruck handwerkliche Arbeiten. Die Rezepte sind Betriebsgeheimnisse, die von einer Generation an die nächste weitergegeben werden.

## Verwendung

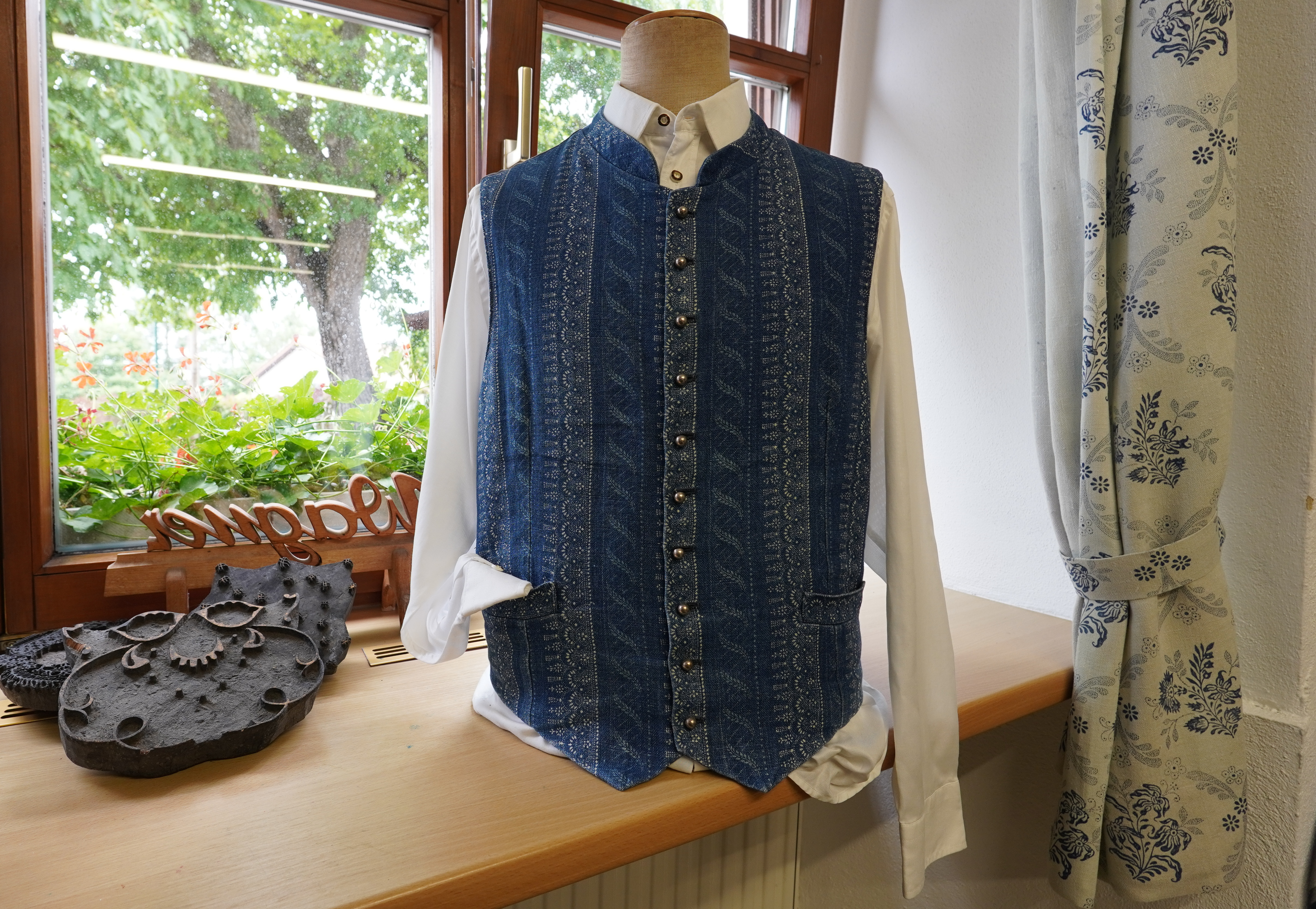
Weste aus Mühlviertler Handblaudruckstoff

Leinen-, Halbleinen- oder Cretonne-Stoffe, in die beim Weben kein Farbmuster eingearbeitet wurde, können mittels Blaudruck mit flächenfüllenden Mustern versehen werden.
Je nach Region, Zeitalter, Anwendungszweck und Tradition variieren Farben und Muster. Ornamentale Muster gehören zu den ältesten bekannten Mustern. Auch Blumenmuster und Bordüren fanden weite Verbreitung. Motive des Christentums und der Jagd gehören zu den figürlichen Mustern.
Blaudruck findet nicht nur bei Tischdecken, Kissenbezügen, Vorhängen, Wandbehang und anderen individuellen dekorativen Zwecken Verwendung, sondern auch bei der Kleidungsmode, so ist er ein wichtiges Element in der sorbischen Tracht. Hier wird er für Jacken, Röcke und Schürzen eingesetzt. Besonders kunstvoll gearbeitet sind Schürzen, die auf der Vorder- und Rückseite mit unterschiedlichen Mustern bedruckt sind.

## Anerkennung als immaterielles Kulturerbe

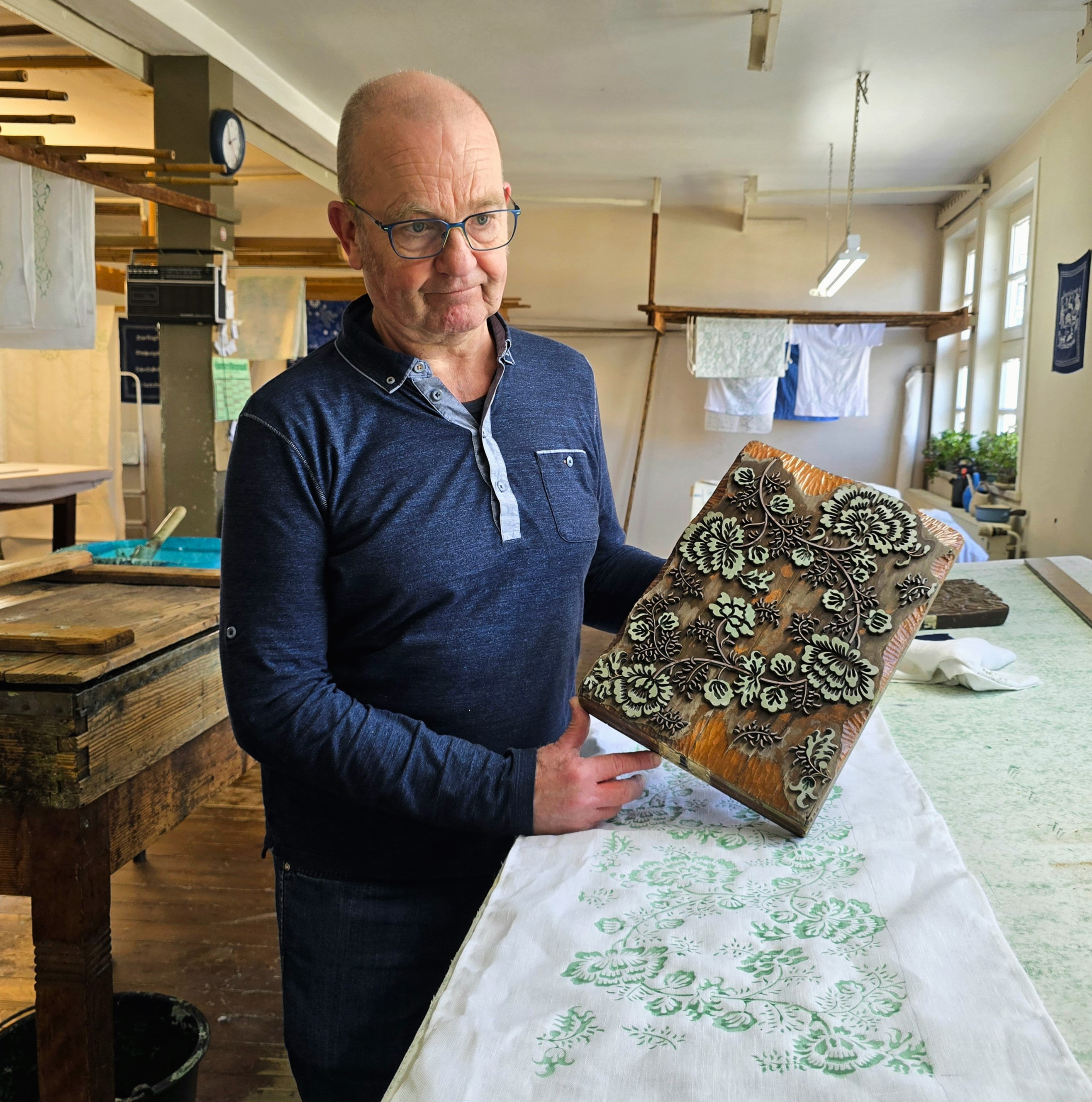
Einbecker Blaudruck

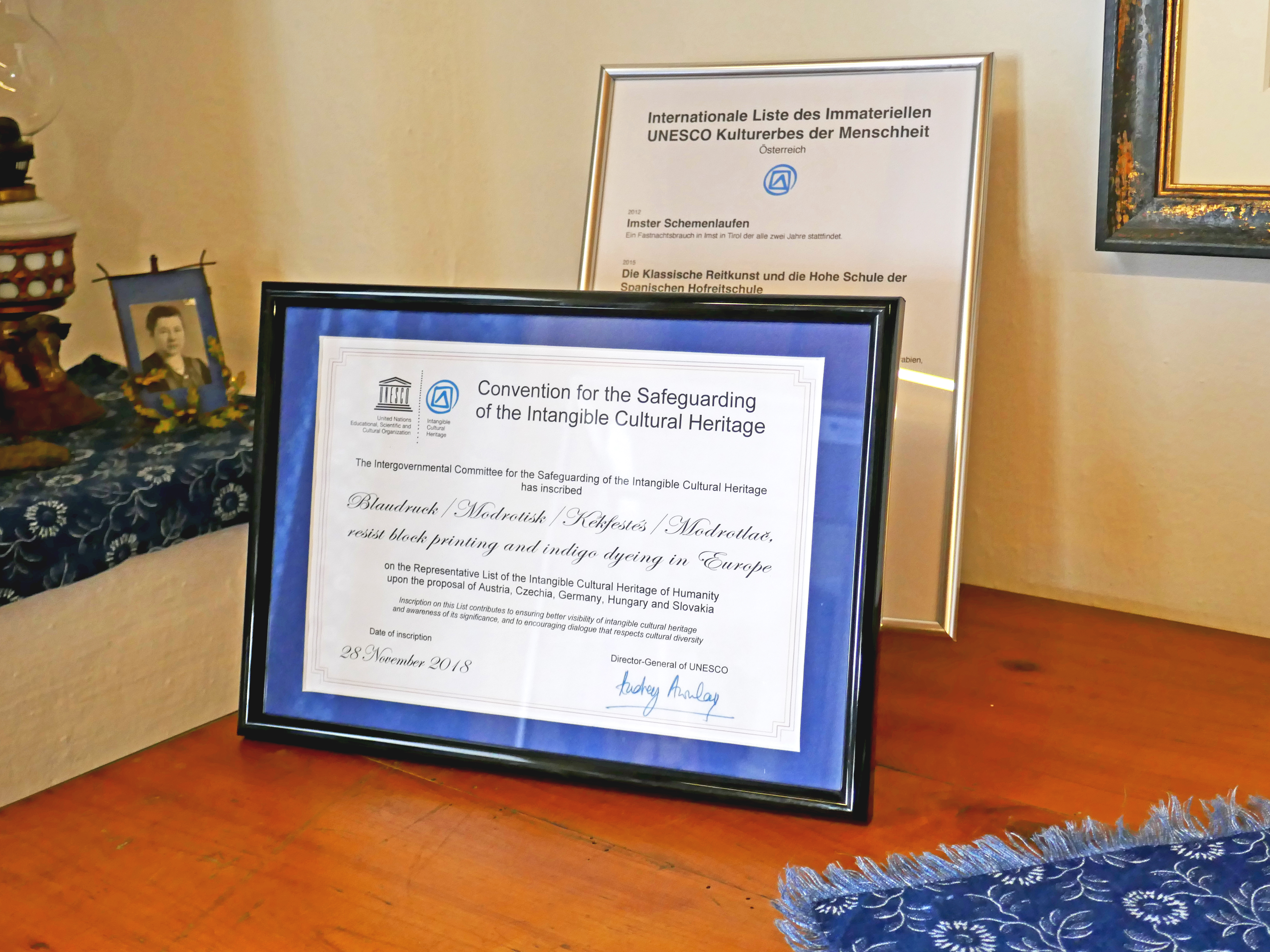
Anerkennungsurkunde zur Aufnahme in das Immaterielle Kulturerbe der Menschheit im Färbermuseum Gutau

Die Österreichische UNESCO-Kommission hat ihn im März 2010 als Burgenländischer Indigo-Handblaudruck in das nationale Verzeichnis des Immateriellen Kulturerbes in Österreich aufgenommen. Die Deutsche UNESCO-Kommission nahm im Dezember 2016 den Blaudruck auf Antrag von niedersächsischen Blaudruckern aus Einbeck, Jever und Scheeßel in das Bundesweite Verzeichnis des immateriellen Kulturerbes auf. Am 28. November 2018 wurde der Blaudruck bei der Tagung des zwischenstaatlichen UNESCO-Komitees auf Mauritius als gemeinsames Kulturgut Deutschlands, Österreichs, der Slowakei, Tschechiens und Ungarns auf die Repräsentative Liste des immateriellen Kulturerbes der Menschheit aufgenommen.